# 윤세웅 (기업인)
윤세웅(尹世雄, 1959년 4월 19일 ~ )은 기업인이다. 서울 출신으로 LG그룹에 입사하여 LG Ad를 거쳐, 런던 Saatchi & Saatchi 본사로 입사, Frankfurt 지점을 거쳐 한국 지사를 설립하였다. 이후, 야후! 코리아(Yahoo! Korea) 상무 및 대표를 거쳐, 오버추어 코리아(Overture Korea)를 창립하였다. 2005년 창립한 ㈜오피엠에스(OPMS)는 이후 웅진그룹에 M&A 되어 그룹계열사 대표를 2015년까지 역임하였다. 현재는 WWF-Korea(세계자연기금 한국본부) 사무총장으로 재직 중이며, 서강대학교 경영대학원 겸임교수이다.

## 학력
한국외국어대학교(Hankook University of Foreign Studies, Seoul Korea)에서 학사(BA) 학위를 취득하였고, 스위스 로잔 IMD (IMD, Lausanne, Switzerland)에서 MBA 과정을 졸업하였다. 또한, 하버드 비즈니스 스쿨(Harvard Business School)에서 AMP 과정을, 2013년에 서울대학교 종교학과 대학원 석사과정을 수료하였다.

## 경력
- 1984년	LG 애드 입사
- 1990년	사치앤사치 입사 (런던, 프랑크푸르트 근무)
- 1995년	사치앤사치 한국 대표 (지사장)
- 1999년	야후 코리아 상무 (COO & EVP) 및 CEO 직무대행
- 2002년	오버추어 코리아 대표이사
- 2005-2009년	디자인하우스 사장 (2009년 2월 사임)
- 2009-2014년	웅진오피엠에스 CEO
- 2015년	WWF-Korea 세계자연기금 한국본부 대표 / 서강대학교 경영대학원 겸임교수